# Suruga Bank Cup 2012
Suruga Bank Cup 2012 (japanska: スルガ銀行チャンピオンシップ2012; spanska: Copa Suruga Bank 2012) var den femte upplagan av Suruga Bank Cup.
Segraren från J. League Cup 2011, Kashima Antlers, spelade mot segraren av Copa Sudamericana 2011, Universidad de Chile från Chile.
Kashima Antlers vann mötet på straffsparksläggning med 7–6, efter att matchen hade slutat oavgjort efter fulltid.

## Matchdetaljer
|  | 1 augusti 2012 19:00 (UTC+9) | Kashima Soccer Stadium000 Kashima, Japan000 |

| Kashima Antlers | Kashima Antlers                                                                              | 2 – 2                      | Universidad de Chile | Universidad de Chile |
| Kashima Antlers | Daiki Iwamasa 18′ Renato Cajá 27′                                                            | (2 – 1)                    | Daiki Iwamasa 40′ (sjm.) Charles Aránguiz 73′ (str.)                                                                          | Universidad de Chile |
| Kashima Antlers | Juninho Shinzo Koroki Mitsuo Ogasawara Yasushi Endo Masashi Motoyama Toru Araiba Daigo Nishi | Straffsparksläggning 7 – 6 | Charles Aránguiz Matías Rodríguez Gustavo Lorenzetti Roberto Cereceda Guillermo Marino Jhonny Herrera Francisco Castro Gamboa | Universidad de Chile |

| Startelva: |    |                  |     |     |
|            |    |                  |     |     |
| MV         | 21 | Hitoshi Sogahata |     |     |
| F          | 3  | Daiki Iwamasa    |     |     |
| F          | 7  | Toru Araiba      |     |     |
| F          | 22 | Daigo Nishi      |     |     |
| F          | 6  | Kōji Nakata      |     |     |
| MF         | 33 | Renato           |     | 73′ |
| MF         | 11 | Dutra            | 29' | 56′ |
| MF         | 20 | Gaku Shibasaki   |     | 62′ |
| MF         | 40 | Mitsuo Ogasawara |     |     |
| A          | 9  | Yuya Osako       |     | 69′ |
| A          | 13 | Shinzo Koroki    |     |     |
| Inhoppare: |    |                  |     |     |
| MV         | 1  | Akihiro Sato     |     |     |
| MF         | 10 | Masashi Motoyama |     | 73′ |
| MF         | 15 | Takeshi Aoki     |     | 62′ |
| MF         | 25 | Yasushi Endo     |     | 56′ |
| MF         | 28 | Shoma Doi        |     |     |
| A          | 8  | Juninho          |     | 69′ |
| A          | 19 | Hideya Okamoto   |     |     |
|            |    |                  |     |     |
|            |    |                  |     |     |
|            |    |                  |     |     |
|            |    |                  |     |     |
|            |    |                  |     |     |
|            |    |                  |     |     |
| Tränare:   |    |                  |     |     |
| Jorginho   |    |                  |     |     |

| Startelva:     |    |                    |  |     |
|                |    |                    |  |     |
| MV             | 25 | Jhonny Herrera     |  |     |
| HB             | 14 | Paulo Magalhaes    |  |     |
| F              | 4  | Osvaldo González   |  |     |
| F              | 13 | José Manuel Rojas  |  |     |
| VB             | 3  | Eugenio Mena       |  |     |
| DM             | 2  | Ezequiel Videla    |  | 42′ |
| MF             | 6  | Matías Rodríguez   |  |     |
| MF             | 20 | Charles Aránguiz   |  |     |
| HA             | 19 | Sebastián Ubilla   |  | 63′ |
| CA             | 9  | Enzo Gutiérrez     |  | 80′ |
| VA             | 11 | Luciano Civelli    |  | 54′ |
| Inhoppare:     |    |                    |  |     |
| MV             | 12 | Paulo Garcés       |  |     |
| F              | 5  | Albert Acevedo     |  |     |
| F              | 21 | Eduardo Morante    |  |     |
| MF             | 8  | Guillermo Marino   |  | 42′ |
| MF             | 22 | Gustavo Lorenzetti |  | 63′ |
| MF             | 15 | Roberto Cereceda   |  | 54′ |
| A              | 16 | Francisco Castro   |  | 80′ |
|                |    |                    |  |     |
|                |    |                    |  |     |
|                |    |                    |  |     |
|                |    |                    |  |     |
|                |    |                    |  |     |
|                |    |                    |  |     |
| Tränare:       |    |                    |  |     |
| Jorge Sampaoli |    |                    |  |     |

| Domare: Chris Beath (Australien) Ass. domare: Paul Cetrangalo (Australien) & Nathan MacDonald (Australien) Fjärdedomare: Masaaki Toma (Japan) | Publik: 20 021 |  |